# Impresora de inyección

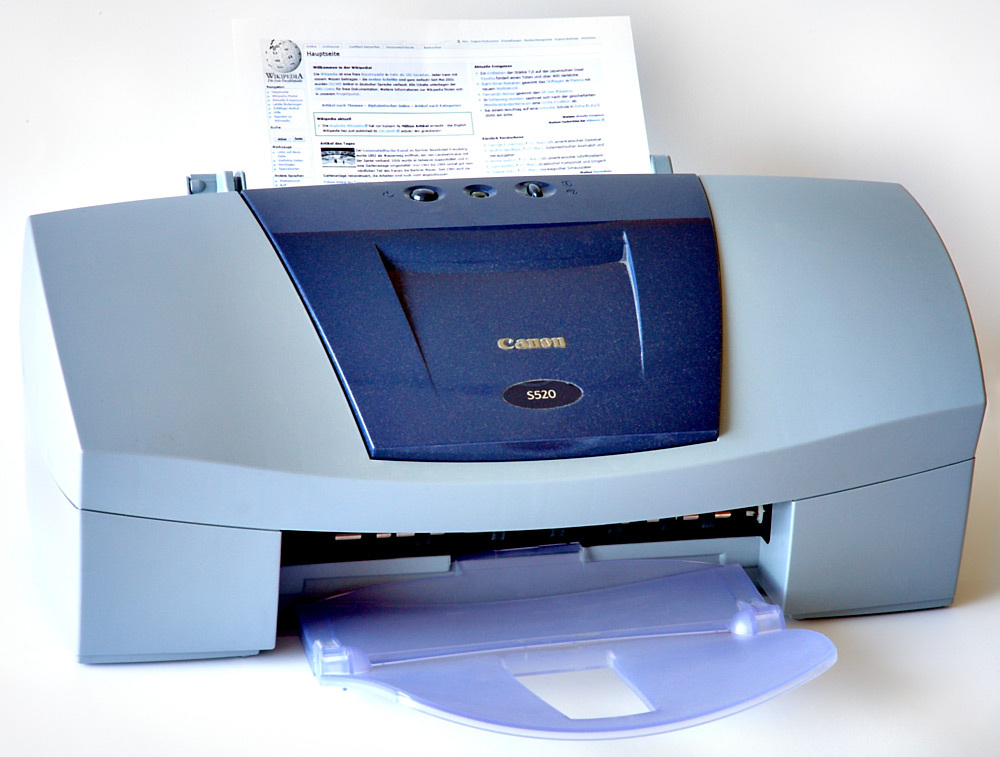
Impresora de inyección.

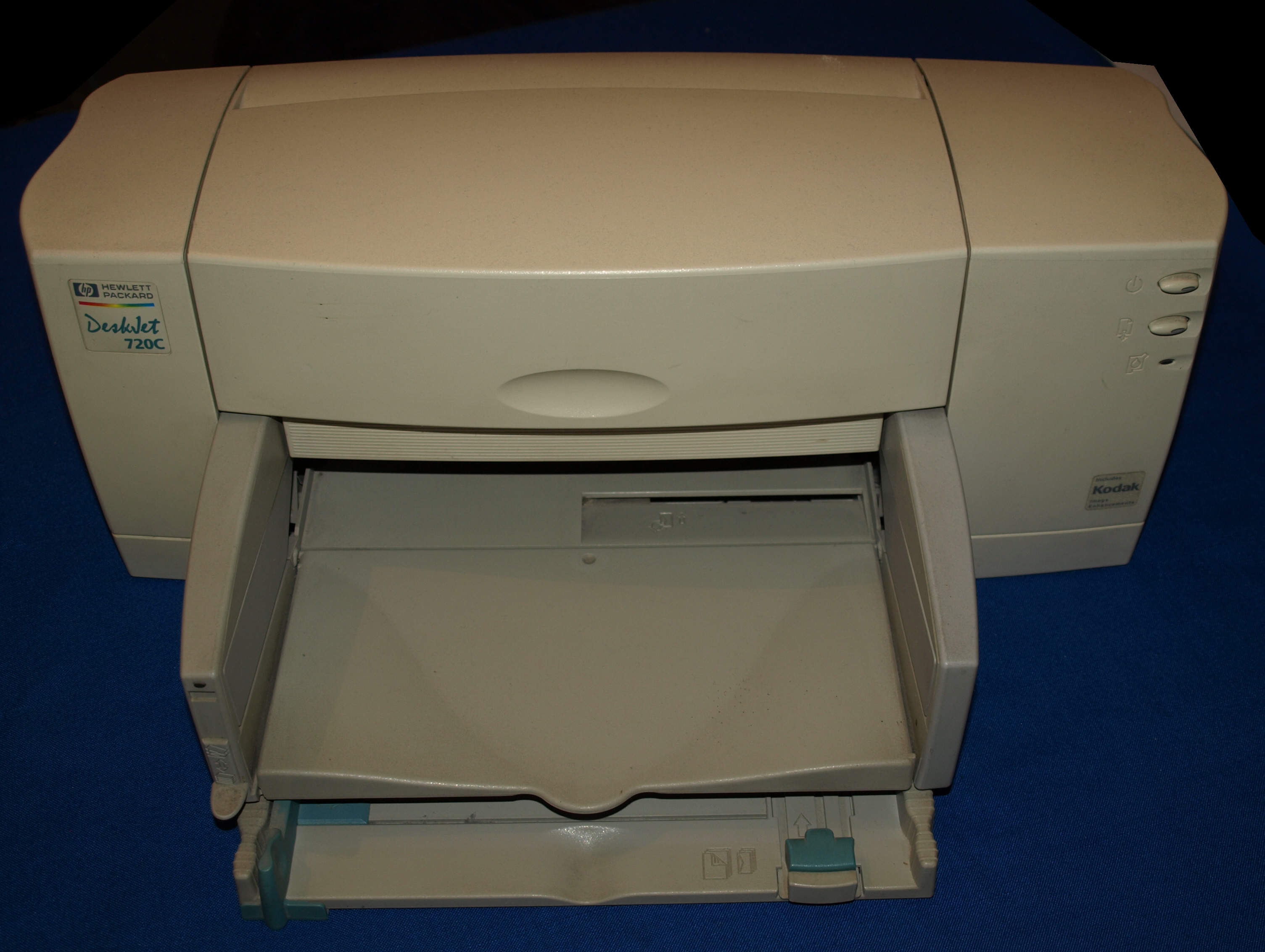
Impresora de inyección de tinta DeskJet 720C.

Las impresoras de inyección de tinta funcionan expulsando gotas de tinta de diferentes tamaños sobre el papel. 
Son las impresoras más populares hoy en día para el gran público por su capacidad de impresión de calidad a bajo costo. Su baja velocidad de impresión o el alto costo del mantenimiento por desgaste son factores poco importantes, ya que el número de copias realizadas en estos entornos es bajo. Su resolución media se encuentra en los 600 PPP (puntos por pulgada). 

## Historia
El concepto de impresión por inyección de tinta se originó en el siglo XX, y la tecnología comenzó a ser desarrollada hacia principios de los años 50. Hacia finales de la década de los 70, impresoras de inyección que podían reproducir imágenes digitales generadas por ordenador fueron desarrolladas principalmente por Epson, Hewlett-Packard (HP) y Canon. En el mercado global, cuatro fabricantes cuentan con la mayoría de las ventas de impresoras de inyección: Canon, HP, Epson y Lexmark, un spin-off de 1991 de IBM.

## Funcionamiento
La impresión de inyección de tinta, como la impresión láser, es un método sin contacto del cabezal con el papel, que se inventó mucho antes de sacar a la venta otras formas menos avanzadas, por el hecho de falta de investigación y experimentación.
La tinta es emitida por boquillas que se encuentran en el cabezal de impresión. El cabezal de impresión recorre la página en franjas horizontales, usando un motor para moverse lateralmente, y otro para pasar el papel en pasos verticales. Una franja de papel es impresa, entonces el papel se mueve, listo para una nueva franja. Para acelerar el proceso, la cabeza impresora no imprime sólo una simple línea de píxeles en cada pasada, sino también una línea vertical de píxeles a la vez. La tinta se obtiene de unos cartuchos reemplazables.
Algunas impresoras utilizan dos cartuchos, uno para la tinta negra y otro para la de color, en donde suelen estar los tres colores básicos. Estas impresoras tienen como virtud la facilidad de manejo, pero en contra, si utilizamos más un color que otro, nos veremos obligados a realizar la sustitución del cartucho cuando cualquiera de los tres colores se agote, aunque en los demás compartimentos todavía nos quede tinta de otros colores. En los últimos años esta desventaja se ha visto solventada con la aparición en el mercado de impresoras que utilizan cartuchos de tinta con colores individuales lo cual representa un gran ahorro de recursos debido a que permite aprovechar el máximo rendimiento a la tinta de todos los colores, reemplazamos solo el cartucho que se encuentra agotado.
La mayoría de las impresoras de nueva generación utilizan cartuchos individuales por cada color, esto permite al usuario reemplazar solo el color que se agote. Además con la finalidad de mejorar los tonos claros y oscuros las nuevas impresoras fotográficas cuentan con hasta doce colores diferentes (magenta claro, cian claro, negro claro, azul marino, naranja, rojo y verde entre otros).

## Mecanismos de impresión
En la actualidad destacan principalmente dos tecnologías de impresión dentro de las impresoras de inyección de tinta. La más conocida, y en parte revolucionaria, es la tecnología Bubble Jet, que ha sido patentada por Canon. Por otro lado tenemos el sistema que utilizan el resto de fabricantes de equipos de impresión como HP o Epson es el piezoeléctrico.
En el sistema Bubble Jet la tinta que se encuentra en el interior del cartucho es calentada muy rápidamente. Este aumento de temperatura provoca que pase de estado líquido a gaseoso inmediatamente provocando su salida por el inyector. Una vez afuera se enfría y la gota se queda impresa sobre el papel.
A diferencia del anterior proceso, los materiales del sistema piezoeléctrico reaccionan ante una carga eléctrica cambiando de forma. Por lo general, éstos se harán más pequeños o más grandes. Estos materiales forman parte de los inyectores y funcionan con presión. Cuando reciben la carga, realizan una gran presión sobre el papel, dejando la tinta impregnada en él.
Cada uno de estos procedimientos tiene sus ventajas e inconvenientes. En el caso del Bubble Jet, los inyectores se encuentran en los cartuchos que sustituyes mientras que en el piezoeléctrico se encuentran en la propia impresora. Un cartucho diseñado para el método piezoeléctrico es más barato, pero tiene como contrapartida el riesgo de que los inyectores se quedan bloqueados.

## Características
Las características principales de una impresora de inyección de tinta son la velocidad, que se mide en páginas por minuto (PPM) y que suele ser distinta dependiendo de si se imprime en color o en monocromo, y la resolución máxima, que se mide en puntos por pulgada (PPP). En ambos valores, cuanto mayor es, mejor es el funcionamiento y calidad al momento de la impresión.
La impresora recibe la orden de lo que va a imprimir desde la computadora.
El cabezal de impresión que contiene los cartuchos, se mueve mientras el cartucho va expulsando minúsculos chorros  de tinta sobre la hoja para formar el gráfico o carácter (para formar los colores, mezcla los chorros entre amarillo, cian y magenta)

## Ventajas y desventajas
- La principal ventaja es que tienen un costo por copia inicial muy inferior al de otras impresoras.
- Las nuevas impresoras cuentan con una velocidad de impresión igual o superior a las impresoras láser de mediano tamaño.
- La instalación de un sistema de alimentación continuo de tinta baja los costes de impresión a menos de 1 centavo de dólar por página en color.
- Otra ventaja adicional es su reducido tamaño frente a las impresoras láser en color, debido a que estas últimas tienen que almacenar cuatro tóneres (cian, amarillo, magenta y negro).
- Una desventaja importante que tienen es la relativa rapidez con que quedan inservibles los cabezales de impresión si no se usan durante algunos meses. Esto ha hecho que muchos usuarios con necesidades intermitentes de impresión se hayan visto obligados a adquirir una impresora láser en color, a pesar de que su precio no justifica su adquisición para la impresión de un número reducido de copias. Algunas Marcas (Canon, HP, Lexmark, otras) poseen los cabezales de impresión en los cartuchos lo cual permite resolver el problema con solo cambiar el cartucho.
- Otra desventaja en una impresora de cartuchos es el precio elevado de estos, por lo que la gente opta en comprar impresoras de tinta continua originales, aunque las insertadas en impresoras de cartucho son buenas no son muy durables.